# Détente (thermodynamique)
Pour les articles homonymes, voir Détente.
En thermodynamique, la détente est la transformation au cours de laquelle le volume d'un gaz augmente. Le contraire de la détente est la compression.

## Occurrences
Le volume d'un gaz peut augmenter en différentes circonstances.
À pression constante, le volume d'un gaz augmente s'il est chauffé. Ainsi, la loi de Charles prévoit que le volume d'un gaz est proportionnel à sa température à pression constante. 
Le volume d'un gaz peut aussi augmenter à température constante. Ainsi, la loi de Boyle-Mariotte prévoit que si la pression d'un gaz diminue, son volume augmente.

## Expériences
Si une détente est réalisée de façon adiabatique (sans apport de chaleur), la température du gaz évolue ou pas suivant la façon dont la détente est effectuée. Suivant la grandeur (entropie, énergie interne ou enthalpie) qui est conservée lors de la détente, plusieurs situations sont possibles :
- la détente à entropie constante : il s'agit typiquement d'un gaz dans un cylindre fermé par un piston, lequel est déplacé parce que l'on tire dessus ou que la pression du milieu extérieur est plus faible. Dans ce cas, la température du gaz diminue et les trois variables d'état p, T et V du gaz changent simultanément. Si le gaz est parfait, cela conduit aux lois de Laplace caractérisant un processus isentropique ;
- la détente à énergie interne constante : détente dans le vide, appelée détente de Joule-Gay-Lussac. La température du gaz ne varie pas ;
- la détente à enthalpie constante : détente au travers d'une paroi poreuse, appelée détente de Joule-Thomson. La température ne change pas pour un gaz parfait, mais l'évolution de la température dépend du gaz et des conditions de la détente pour les gaz réels. Cette détente est utilisée pour refroidir des gaz au niveau industriel.